# Darío Siviski
Darío Siviski (Avellaneda, 20 de dezembro de 1962) é um ex-futebolista profissional argentino que atuava como meia.

## Carreira
Darío Siviski se profissionalizou no Temperley.

## Seleção
Darío Siviski integrou a Seleção Argentina de Futebol nos Jogos Olímpicos de 1988, de Seul.